# Les Provinciaux
Les Provinciaux est un roman de Joseph Jolinon publié en six tomes de 1948 à 1955 aux éditions Milieu du monde et ayant reçu le Grand prix du roman de l'Académie française en 1950.

## Résumé
Les six tomes de l'ouvrage sont :
1. Quatre gibus
2. Le Jubilé
3. Aux écus d'or
4. Dernières ombrelles
5. Pantalons rouges
6. Robes de flamme

## Éditions
- Les Provinciaux, éditions Milieu du monde, 1950